# Miedzanka
Miedzanka – rzeka dorzecza Bugu, prawy dopływ Liwca o długości 25,03 km. Wypływa w okolicach wsi Ząbków a następnie przepływa przez miejscowości: Wólka Miedzyńska, Orzeszówka, Miedzna, Żeleźniki, Poszewka, Warchoły, Ludwinów, (gdzie przepływa pod drogą krajową nr 62), po czym wpada do Liwca.